# Yassin Oukili
Yassin Oukili (Amersfoort, 3 januari 2001) is een Nederlands voetballer van Marokkaanse afkomst die als middenvelder voor RKC Waalwijk speelt.

## Carrière
Yassin Oukili speelde tot 2016 in de jeugd van Alphense Boys. Sinds 2016 speelt hij in de jeugdopleiding van Vitesse, waar hij op 25 mei 2019 ook eenmalig zijn opwachting maakte met Jong Vitesse in de Tweede divisie. Dit elftal werd in 2019 uit de voetbalpiramide gehaald, en keerde weer terug in de beloftencompetitie. Oukili maakte in de voorbereiding van het seizoen 2019/20 deel uit van de eerste selectie van Vitesse, en hij maakte zijn eredivisiedebuut op 14 december 2019. Hij kwam in de 0-3 gewonnen uitwedstrijd tegen FC Twente in de 76e minuut in het veld voor Patrick Vroegh.
Tijdens de winterstop in januari 2021 vertrok Oukili naar RKC Waalwijk. Hij werd snel een vaste waarde in het elftal. Hij scoorde op 15 december 2021 zijn eerste doelpunt voor de Waalwijkers, in de KNVB Beker tegen Harkemase Boys.Op 1 februari 2023 maakte hij zijn eerste Eredivisie-doelpunt; tegen Go Ahead Eagles (3-1). Op 2 december scoorde hij twee keer tegen Excelsior Rotterdam.

### Statistieken
| Seizoen        | Club           | Land           | Competitie     | Competitie | Competitie | Beker | Beker | Totaal | Totaal |
| Seizoen        | Club           | Land           | Competitie     | Wed.       | Dlp.       | Wed.  | Dlp.  | Wed.   | Dlp.   |
| -------------- | -------------- | -------------- | -------------- | ---------- | ---------- | ----- | ----- | ------ | ------ |
| 2019/20        | Vitesse        | Nederland      | Eredivisie     | 3          | 0          | 1     | 0     | 4      | 0      |
| 2020/21        | RKC Waalwijk   | Nederland      | Eredivisie     | 0          | 0          | 0     | 0     | 0      | 0      |
| 2021/22        | RKC Waalwijk   | Nederland      | Eredivisie     | 21         | 0          | 4     | 1     | 25     | 1      |
| 2022/23        | RKC Waalwijk   | Nederland      | Eredivisie     | 31         | 3          | 1     | 0     | 32     | 3      |
| 2023/24        | RKC Waalwijk   | Nederland      | Eredivisie     | 32         | 5          | 1     | 0     | 33     | 5      |
| 2024/25        | RKC Waalwijk   | Nederland      | Eredivisie     | 32         | 6          | 3     | 1     | 35     | 7      |
| Carrièretotaal | Carrièretotaal | Carrièretotaal | Carrièretotaal | 119        | 14         | 10    | 2     | 129    | 16     |